# Val-Saint-Gilles
Val-Saint-Gilles est une municipalité du Québec, dans la municipalité régionale de comté d'Abitibi-Ouest de la région administrative Abitibi-Témiscamingue. Elle est nommée en l'honneur de Gilles l'Ermite.

## Histoire
- 1er avril 1939 : La municipalité de Val-Saint-Gilles se détache du canton de Clermont.

## Démographie
| 1991 | 1996 | 2001 | 2006 | 2011 | 2016 | 2021 |
| ---- | ---- | ---- | ---- | ---- | ---- | ---- |
| 207  | 187  | 169  | 171  | 178  | 157  | 169  |

## Administration
Les élections municipales se font en bloc pour le maire et les six conseillers.
| Val-Saint-Gilles Maires depuis 2001                                                                                  |                   |         |          |
| Élection | Maire             | Qualité | Résultat |
| 2001 | Marc Quirion      |         | Voir     |
| 2005 | Benoît Sarrazin   |         | Voir     |
| 2009 | Réjean Lambert    |         | Voir     |
| 2013 | Réjean Lambert    | Voir    |          |
| 2017 | Réjean Lambert    | Voir    |          |
| 2021 | Alain Guillemette |         | Voir     |
| Élection partielle en italique Depuis 2005, les élections sont simultanées dans toutes les municipalités québécoises |                   |         |          |